# 리사 쿠드로
리사 쿠드로(Lisa Kudrow, 1963년 7월 30일 ~ )는 미국의 배우이다. NBC 시트콤 《프렌즈》(1994-2004)의 피비 부페이 역으로 유명하며, 이를 통해 프라임타임 에미상, 미국 배우 조합상, 새틀라이트상 등을 수상하였다.

## 어린 시절
캘리포니아주 로스앤젤레스 엔시노에서 여행사 직원 어머니와 두통 전문 의사의 딸로 태어났다. 쿠드로는 벨라루스, 독일, 헝가리, 폴란드 혈통을 지녔으며 조상 중 일부는 벨라루스 민스크 지역 일리야 마을 출신인데, 증조 할머니가 홀로코스트에서 사망한 뒤 할머니가 벨라루스를 떠나 브루클린으로 이주했으며 그곳에서 쿠드로의 아버지를 키웠다. 쿠드로는 중산층 유대인 집안에서 자랐으며 바트 미츠바도 치렀다. 어릴 때 기타 강습을 받았고, 1979년 16세 때 코 축소 수술을 했다.
우들랜드힐스 태프트 고등학교를 졸업한 뒤 아버지처럼 두통 전문 의사가 되겠다는 목표로 갖고 배서 칼리지에서 생물학으로 문학사를 취득하였다. 연기자가 되려고 애쓰면서도 아버지 밑에서 8년 동안 일했다. 이 무렵 쿠드로는 텍사스주 애머릴로에 있는 ABC 지부 KVII-TV에서 사회자·기자로 활약하였다.

## 경력

### 1989-1994: 프렌즈 이전
오빠의 어릴 적 친구인 희극인 존 러비츠에게 독려 받아 그라운들링스(The Groundlings) 단원으로 희극인 경력을 시작하였다. 한때 코넌 오브라이언, 감독 팀 힐먼과 함께 단명한 즉흥극단 언익스펙티드 컴퍼니(Unexpected Company)에 가입하기도 했다. 쿠드로는 또한 트랜스포머스 희극단(Transformers Comedy Troupe)에 속한 유일한 여성 단원이었다.
1989년 쿠드로는 NBC 시트콤 《치어스》 한 화에 출연하였다. 1990년 《새터데이 나이트 라이브》에 들어가고자 했으나 줄리아 스위니가 대신 발탁 되었다. 같은 해 밥 뉴하트를 내세운 CBS 시트콤 《뉴하트》의 마지막 화에 출연하였으며, 1993년에 역시 밥 뉴하트가 중심에 놓인 CBS 시트콤 《밥》 첫 시즌에서 3화에 걸쳐 캐시 플라이셔 역을 연기했다.

### 1994-2004: 프렌즈 성공
1993년부터 NBC 시트콤 《결혼 이야기》에서 별난 종업원 어설라 부페이 역을 차지하면서 텔레비전에서 처음 반복 출연 배역으로 고정되었다. 쿠드로는 NBC에서 1994년부터 10년간 방영된 시트콤 《프렌즈》에서 어설라 부페이의 쌍둥이 자매 피비 부페이 역을 맡는 한편, 어설라 부페이 역도 반복하였다. 쿠드로는 1998년 제50회 프라임타임 에미상 코미디 시리즈 부문 여우조연상을 수상하며 해당 시트콤 출연자 중 처음으로 에미상을 수상하였으며, 총 여섯 차례 해당 부문 후보로 올랐다. 시트콤은 장기간 인기를 누렸으며, 쿠드로를 비롯한 출연자들은 텔레비전 시청자층 사이에서 폭넓은 명성을 얻었다. 시즌 9와 시즌 10에서 한 편당 100만 달러 출연료를 받으면서 동료 출연자 제니퍼 애니스턴, 코트니 콕스와 함께 가장 많은 급여를 받은 텔레비전 여배우로 2003년 기네스 세계 기록에 올랐다.

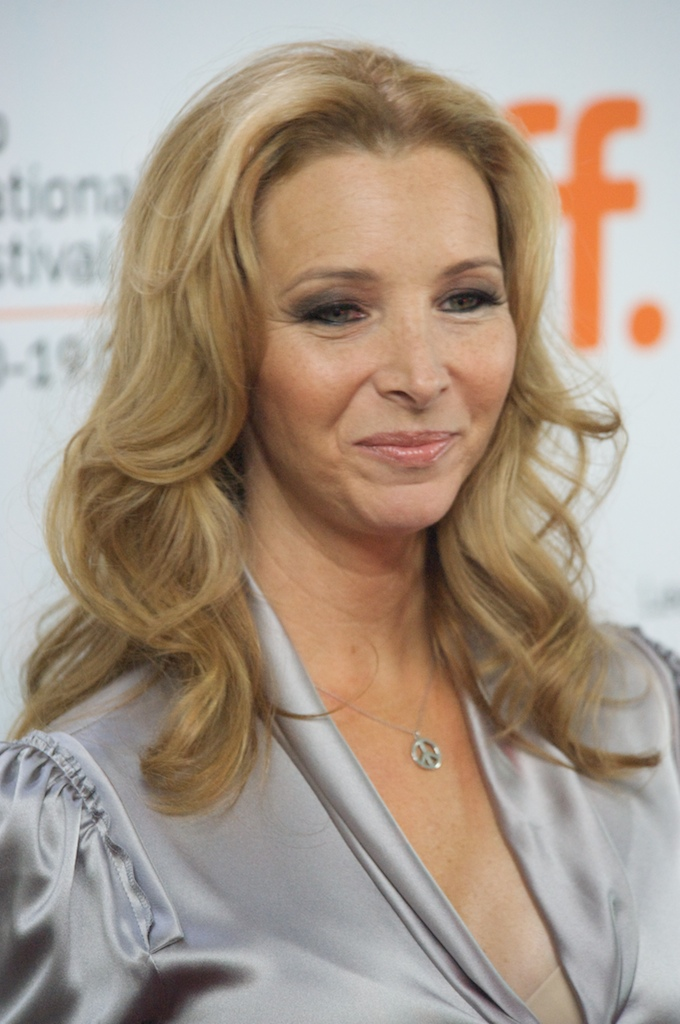
2009년 토론토 국제 영화제에서

이 시기 쿠드로가 나온 코미디 영화로는 《로미와 미셀》(1997), 《지금은 통화중》(2000), 《힙합 X》(2003), 《애널라이즈 디스》(1999)와 그 속편 《애널라이즈 댓》(2002) 등이 있다. 각본가 겸 감독 돈 루스가 연출한 《섹스의 반대말》(1998)과 《해피 엔딩》(2005), 포르노 스타 존 홈스의 생애를 그린 《원더랜드》(2003)를 위시한 드라마 영화에서도 역을 맡았다. 2008년에는 《강아지 호텔》에 나와 에마 로버츠와 제이크 T. 오스틴 사이에서 연기하였다.
《심슨 가족》의 스프링필드 초등학교 학생 알렉산드라 휘트니 역(1998), 《헤라클레스》의 아프로디테 역(1998-99) 등 TV 애니메이션 시리즈에서 성우를 담당하기도 하였다. 또한 영화 《닥터 두리틀 2》(2001)에서 암컷 곰 에이바 역으로 목소리 출연을 하였다.

### 2004-현재: 프렌즈 이후
2005년 6월 5일 첫 방영을 시작한 HBO 시리즈 《컴백》 첫 번째 시즌에 밸러리 체리시 역으로 나왔으며, 동시에 공동 창작자, 각본가, 총제작자를 역임하였다. 해당 시리즈는 한물간 시트콤 스타가 업계 복귀를 시도하는 과정을 담아냈다. 쿠드로는 이 시리즈를 통해 2006년 제58회 프라임타임 에미상 코미디 시리즈 부문 여우주연상 후보에 올랐는데, 이는 《프렌즈》가 끝난 이래 해당 시트콤 출연자의 첫 주요상 후보 지명이었다. HBO는 2014년 《컴백》을 부활 시켜 두 번째 시즌을 방영했는데, 쿠드로는 2015년 제67회 프라임타임 에미상에서 다시 한 번 동일 부문 후보에 올랐다.
쿠드로는 2010년부터 출연자의 가계도를 추적하는 영국 계보학 TV 다큐멘터리 시리즈 《Who Do You Think You Are?》의 미국판을 총괄 제작하고 있다. 첫 시즌 탐사 대상에는 쿠드로 자신과 세라 제시카 파커, 수전 서랜던 등이 포함되었다. 쿠드로의 시조 탐색 과정은 2010년 3월 19일에 방영되었는데, 쿠드로는 여기에서 증조할머니가 홀로코스트로 돌아가셨다는 사실을 알게 되었다.

## 출연 작품

### 영화
| 연도 | 제목                   | 원제                                   | 배역                  | 비고        |
| ---- | ---------------------- | -------------------------------------- | --------------------- | ----------- |
| 1991 | 저주의 탄생            | The Unborn                             | 루이자                |             |
| 1992 | 죽음의 댄스            | Dance with Death                       | 밀리                  |             |
| 1996 | 스위트 마마            | Mother                                 | 린다                  |             |
| 1997 | 로미와 미셀            | Romy and Michele's High School Reunion | 미셸 와인버거         |             |
| 1997 | 클럭워처스             | Clockwatchers                          | 폴라                  |             |
| 1998 | 섹스의 반대말          | The Opposite of Sex                    | 루시아 더루리         |             |
| 1999 | 애널라이즈 디스        | Analyze This                           | 로라 맥너마라 소블    |             |
| 2000 | 지금은 통화중          | Hanging Up                             | 매디 모젤             |             |
| 2000 | 럭키 넘버              | Lucky Numbers                          | 크리스털              |             |
| 2001 | 올 오버 더 가이        | All Over the Guy                       | 마리                  |             |
| 2001 | 닥터 두리틀 2          | Dr. Dolittle 2                         | 에이바                | 목소리 출연 |
| 2002 | 애널라이즈 댓          | Analyze That                           | 로라 소블             |             |
| 2003 | 힙합 X                 | Marci X                                | 마시 필드             |             |
| 2003 | 원더랜드               | Wonderland                             | 샤론 홈스             |             |
| 2005 | 해피 엔딩              | Happy Endings                          | 매미                  |             |
| 2007 | P.S 아이 러브 유       | P.S. I Love You                        | 데니즈                |             |
| 2009 | 강아지 호텔            | Hotel for Dogs                         | 로이스 스커더         |             |
| 2009 | 파우더 블루            | Powder Blue                            | 샐리                  |             |
| 2009 | 페이퍼맨               | Paper Man                              | 클레어 던             |             |
| 2009 | 드림업                 | Bandslam                               | 캐런 버턴             |             |
| 2009 | 디 아더 우먼           | The Other Woman                        | 캐럴린 솔 의사        |             |
| 2010 | 이지 A                 | Easy A                                 | 그리피스 부인         |             |
| 2014 | 나쁜 이웃들            | Neighbors                              | 캐럴 글래드스톤       |             |
| 2016 | 슈퍼 버드              | El Americano: The Movie                | 루실                  | 애니메이션  |
| 2016 | 걸 온 더 트레인        | The Girl on the Train                  | 마사                  |             |
| 2017 | 테이블 19              | Table 19                               | 비나 켑               |             |
| 2017 | 보스 베이비            | The Boss Baby                          | 재니스 템플턴(엄마)   | 애니메이션  |
| 2019 | 롱 샷                  | Long Shot                              | 캐서린                |             |
| 2019 | 북스마트               | Booksmart                              | 샤메인 앤츨러         |             |
| 2020 | 라이크 어 보스         | Like a Boss                            | 셰이 휘트모어         |             |
| 2021 | 보스 베이비 2          | The Boss Baby: Family Business         | 재니스 템플턴(할머니) | 애니메이션  |
| 2022 | 꿈은 브로드웨이로 간다 | Better Nate Than Ever                  | 하이디                |             |

### 텔레비전
| 연도       | 제목                         | 원제                      | 배역                    | 비고                                                 |
| ---------- | ---------------------------- | ------------------------- | ----------------------- | ---------------------------------------------------- |
| 1989       | 치어스                       | Cheers                    | 에밀리                  | "Two Girls for Every Boyd" 편                        |
| 1990       | 뉴하트                       | Newhart                   | 세이다                  | "The Last Newhart" 편                                |
| 1990       | 라이프 고스 온               | Life Goes On              | 스텔라                  | "Becca and the Band" 편                              |
| 1993       | 밥                           | Bob                       | 캐시 플라이셔           | 3회분                                                |
| 1993-99    | 결혼 이야기                  | Mad About You             | 어설라 부페이           | 24회분                                               |
| 1994-2004  | 프렌즈                       | Friends                   | 피비 부페이             | 주연; 236회분                                        |
| 1995-2001  | 프렌즈                       | Friends                   | 어설라 부페이           | 조연; 8회분                                          |
| 1996       | 새터데이 나이트 라이브       | Saturday Night Live       | 진행                    | "Lisa Kudrow/Sheryl Crow" 편                         |
| 1998       | 심슨 가족                    | The Simpsons              | 앨릭스 휘트니           | 애니메이션; "Lard of the Dance" 편                   |
| 1998-99    | 헤라클레스                   | Hercules                  | 아프로디테              | 애니메이션; 4회분                                    |
| 2001       | 킹 오브 더 힐                | King of the Hill          | 마저리 피트먼           | 애니메이션; "The Exterminator" 편                    |
| 2001       | 블루스 클루스                | Blue's Clues              | 스토크 의사             | 애니메이션; "The Baby's Here!" 편                    |
| 2005, 2014 | 컴백                         | The Comeback              | 밸러리 체리시           | 21회분; 공동 창작, 각본, 총괄 제작 겸임              |
| 2006       | 아메리칸 대드!               | American Dad!             | 크리스마스 과거의 유령  | 애니메이션; "The Best Christmas Story Never Told" 편 |
| 2008-14    | 웹 테라피                    | Web Therapy               | 피오나 월리스           | 웹시리즈; 132회분; 공동 창작, 각본, 총괄 제작 겸임   |
| 2010       | 커트니 콕스의 러브 앤 프렌즈 | Cougar Town               | 에이미 에번스 의사      | "Rhino Skin" 편                                      |
| 2010-현재  | 후 두 유 싱크 유 아?         | Who Do You Think You Are? | 본인                    | 총괄 제작; "Lisa Kudrow" 편 출연                     |
| 2011-15    | 웹 테라피                    | Web Therapy               | 피오나 월리스           | TV 시리즈; 44회분; 공동 창작, 각본, 총괄 제작 겸임   |
| 2013       | 스캔들                       | Scandal                   | 조지핀 마커스 국회의원  | 4회분                                                |
| 2015       | 보잭 홀스맨                  | BoJack Horseman           | 완다 피어스             | 애니메이션; 7회분                                    |
| 2016       | 앤지 트라이베카              | Angie Tribeca             | 모니카 비버쿼           | "Pilot" 편                                           |
| 2016-19    | 언브레이커블 키미 슈미트     | Unbreakable Kimmy Schmidt | 요정 대모 로리앤 슈미트 | 3회분                                                |
| 2017       | 루폴의 드래그 레이스         | RuPaul's Drag Race        | 초대 손님               | "She Done Already Done Brought It On" 편             |
| 2018       | 그레이스 앤 프랭키           | Grace and Frankie         | 슈리                    | 3회분                                                |
| 2020       | 굿 플레이스                  | The Good Place            | 히파티아                | "Patty" 편                                           |
| 2020       | 스페이스 포스                | Space Force               | 매기 네어드             | 조연                                                 |
| 2021       | 프렌즈: 더 리유니언          | Friends: The Reunion      | 본인                    | 맥스 TV 스페셜; 총괄 제작 겸임                       |
| 2022       | 릭 앤 모티                   | Rick and Morty            | 티라노사우루스          | 애니메이션; "JuRicksic Mort" 편                      |
| 2024       | 케빈과 시간 도둑들           | Time Bandits              | 퍼넬러피                | 주연                                                 |